# Learn to Fly
«Learn to Fly» (en español «aprender a volar») es el primer sencillo del tercer álbum de Foo Fighters, There is Nothing Left to Lose. Es una de las canciones más famosas de la banda. Acerca de la canción, Dave Grohl dijo que «es sobre buscar algo de inspiración, buscar signos de vida que te hagan sentir que estas vivo».

## Video musical
El video fue filmado en Londres, en un estudio que simula ser un avión. Al principio se escucha la canción «Everlong» en un estilo cómico y se puede ver a dos conserjes (Jack Black y Kyle Gass, los integrantes del grupo Tenacious D) colocando un paquete de lo que aparenta ser Marihuana al café. Los integrantes de la banda (Dave Grohl, Nate Mendel y Taylor Hawkins) interpretan en el video a varios personajes, incluidos pasajeros, asistentes y pilotos. Al final, los dos mecánicos son arrestados por el FBI, mientras que vuelve a sonar la canción del inicio. Ganó el premio Grammy al mejor video musical en el 2001.

## Lista de canciones
CD1:
1. «Learn to Fly»
2. «Iron and Stone (Weinrich)»
3. «Have a Cigar» (Waters)

CD2:
1. «Learn to Fly»
2. «Make a Bet»
3. «Have a Cigar (Waters)»

## Posicionamiento en listas
| \| Listas (1999) \| Posición \| \| --------------------------------------- \| -------- \| \| Australian Singles Chart[4] \| 36 \| \| Canadian RPM Singles Chart \| 13 \| \| Canadian RPM Rock Chart \| 1 \| \| Dutch Top 40[5] \| 32 \| \| Dutch Top 100 Singles Chart[4] \| 72 \| \| Eurochart Hot 100 Singles \| 65 \| \| New Zealand Singles Chart[4] \| 23 \| \| Swedish Singles Chart[4] \| 52 \| \| UK Singles Chart[6] \| 21 \| \| US Billboard Hot 100[7] \| 19 \| \| US Billboard Hot Modern Rock Tracks[7] \| 1 \| \| US Billboard Hot Mainstream Rock Tracks \| 2 \| \| US Billboard Hot Adult Top 40 Tracks[7] \| 15 \| \| US Billboard Top 40 Mainstream[7] \| 22 \| |          |
| Listas (1999) | Posición |
| Australian Singles Chart | 36       |
| Canadian RPM Singles Chart | 13       |
| Canadian RPM Rock Chart | 1        |
| Dutch Top 40 | 32       |
| Dutch Top 100 Singles Chart | 72       |
| Eurochart Hot 100 Singles | 65       |
| New Zealand Singles Chart | 23       |
| Swedish Singles Chart | 52       |
| UK Singles Chart | 21       |
| US Billboard Hot 100 | 19       |
| US Billboard Hot Modern Rock Tracks | 1        |
| US Billboard Hot Mainstream Rock Tracks | 2        |
| US Billboard Hot Adult Top 40 Tracks | 15       |
| US Billboard Top 40 Mainstream | 22       |